# جو-أون: ذا كورس 2
جو-أون: ذا كورس 2 (باليابانية: 呪怨2) (بالإنجليزية: Ju-on: The Curse 2)‏ ، هي فيلم ياباني من نوع الرعب ، أنتجت سنة 2000م ، وعرضت في شاشة الفيديو بتاريخ 14 أبريل عام 2000م.

## مصدر
1. ↑  Ju-on: The Curse 2 AsianWiki نسخة محفوظة 02 أغسطس 2017 على موقع واي باك مشين.

## وصلة خارجية
- جو-أون: ذا كورس 2 على موقع IMDb (الإنجليزية)
- جو-أون: ذا كورس 2 على موقع نتفليكس (الإنجليزية)
- جو-أون: ذا كورس 2 على موقع ألو سيني (الفرنسية)
- جو-أون: ذا كورس 2 على موقع فيلمافينيتي (الإسبانية)
- جو-أون: ذا كورس 2 على موقع قاعدة بيانات الفيلم (الإنجليزية)
- جو-أون: ذا كورس 2 على موقع ليتربوكسد (الإنجليزية)
- جو-أون: ذا كورس 2 على موقع كينوبويسك (الروسية)